# Autophagomyces platensis
Autophagomyces platensis är en svampart som beskrevs av Thaxt. 1912. Autophagomyces platensis ingår i släktet Autophagomyces och familjen Laboulbeniaceae.   Inga underarter finns listade i Catalogue of Life.